# Perigea chiuna
Perigea chiuna là một loài bướm đêm trong họ Noctuidae.